# 飯塚書店
飯塚書店（いいづかしょてん）は、俳句・短歌・川柳など短詩型文学の書籍を中心とした出版社である。
1960年代にはアンソロジーとして20世紀の革命的な各国の詩人の翻訳を出版していた。また、『アラゴン選集』、『マヤコフスキー選集』など、多くの外国文学の著作集も刊行している。

## 会社概要
- 創業：1948年（株式会社設立：1996年1月12日）
- 代表：飯塚行男
- 所在地：東京都文京区小石川5-16-4（〒112-0002）